# Humprecht
Humprecht (antes conocido como Humprechtsberg) es un castillo situado en la colina arbolada cerca de Sobotka. El castillo, que es conocido sobre todo por su sala de acústica elíptica, se encuentra en Český ráj, el Paraíso Checo.

## Historia
El castillo de caza Humprecht fue construido entre los años 1666 y 1668 como una residencia de caza para el conde Humprecht Jan Černín de Chudenice en el estilo de barroco temprano, con rasgos de renacimiento tardío. Su constructor fue el famoso arquitecto italiano Carlo Lurago.
Desgraciadamente, en junio de 1678 el castillo fue destruido por fuego, pero ya en el año 1680 fue reparado y, además, ampliado con un piso más. Los Černín poseyeron su residencia de caza hasta el año 1738 cuando la vendieron a Václav Kazimír Netolický. 
Sin embargo, como esta dinastía de Netolice no venía frecuentemente a Humprecht, el castillo empezó a decaer. En cierto tiempo también amenazaba que sería demolido porque su dueño quería construir otro palacio en su lugar, pero, al final, se decidió que Humprecht se mantendría en la colina porque era un punto de orientación muy importante para los soldados.
Durante la propiedad del castillo por Evžen Vratislav Netolický fue reparado el tejado y, en esta ocasión, en 1829 el chapitel del castillo fue decorado por la cruz turca para recordar que un antepasado del primer dueño de la residencia de caza de la dinastía de Černín, Heřman Černín de Chudenice, pasó un año en la corte del sultán turco Ahmed I donde negociaba sobre la paz entre los dos países. Como la negociación tuvo éxito, Heřman Černín de Chudenice se hizo muy famoso en la corte y obtuvo la propiedad notable.
En 1872 Humprecht fue heredado por la dinastía de Flaminio dal Borgo de Netolice, pero ellos, exactamente como sus antecesores de Netolice, tampoco iban al castillo y por eso, después de un tiempo, dejaron Humprecht a Sobotka dentro del marco de la I Reforma Agraria y esta ciudad posee el castillo hasta hoy.

## Acceso
Durante la temporada de visitas se organizan en Humprecht visitas con guía, conciertos, bodas y, en ciertos días, también visitas de noche.

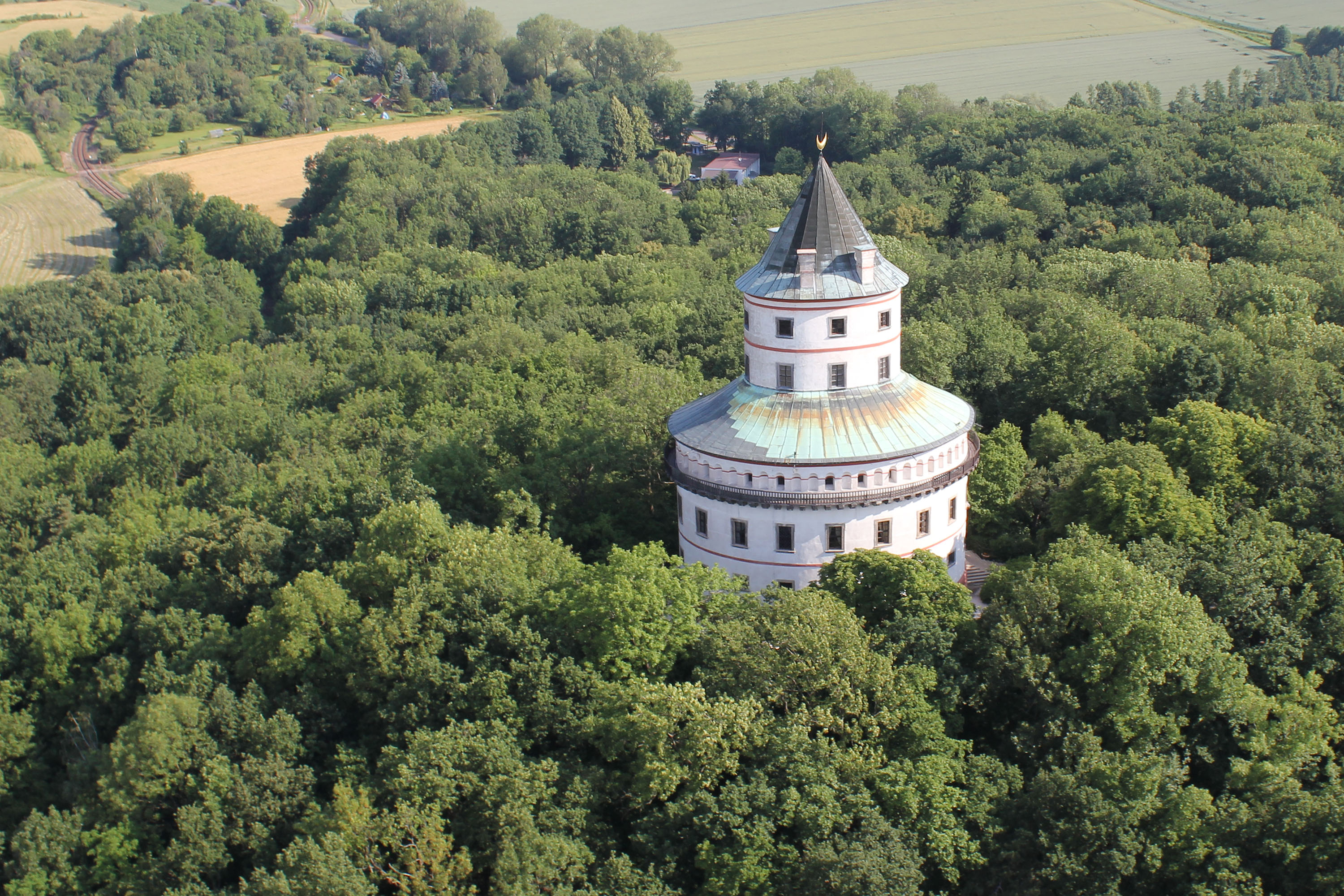
Vista aérea de Humprecht.

## Dueños de Humprecht
- Humprecht Jan Černín (1666-1682)
- Heřman Jakub Černín (1682-1710)
- František Josef Černín (1710-1733)
- František Antonín Černín (1733-1738)
- Václav Kazimír Netolický (1738-1760)
- Jan Adam Netolický (1760-1769)
- Antonín Vratislav Netolický (1769-1791)
- Evžen Vratislav Netolický (1791-1867)
- Flaminius cavaliere dal Borgo (1872-?)
- Pius Pavel hr. Saladin dal Borgo Netolický (?-1926)
- Ciudad de Sobotka (1932-1981)
- Estado de Checoslovaquia (1982-marzo de 1992) (representado por Centro Regional de Estado de la preservación del patrimonio en Pardubice)
- Ciudad de Sobotka (1992-…)